# Lingue Volta-Niger
Il gruppo di lingue Volta–Niger, noto anche come West Benue–Congo o Kwa orientale, è uno dei rami della famiglia linguistica niger-kordofaniana, con circa 50 milioni di locutori. Tra questi ci sono alcune delle lingue più importanti della Nigeria meridionale, del Benin, del Togo e del Ghana sud-orientale: lo Yoruba, lo Igbo, lo Edo, il Fon e lo Ewe.
Queste erano state precedentemente classificate all'interno dei gruppi delle lingue kwa o delle Lingue Benue–Congo, ma Williamson & Blench (2000) le separarono creando il nuovo raggruppamento. I confini tra i vari rami della famiglia Volta-Niger sono piuttosto vaghi, il che suggerisce trattarsi di un continuum dialettale piuttosto che di una netta ripartizione in lingue diverse.
I gruppi costitutivi della famiglia Volta-Niger, insieme con le lingue più importanti, in termini di numero di locutori, sono i seguenti (tra parentesi il numero di lingue costituenti ogni ramo, le singole lingue sono in corsivo):

|  | Lingue yoruboid (15: Igala [1 milione], Yorùbá [22 milioni]) |
|  |                                                              |
|  | Lingue edoid (27: Edo [1 milione])                           |
|  |                                                              |
|  | Akoko                                                        |
|  |                                                              |
|  | Lingue igboid (7: Igbo [18 milioni])                         |
|  |                                                              |

|  | Lingue nupoid (12: Ebira [1 milione], Nupe [1 milione]) |
|  |                                                         |
|  | Oko                                                     |
|  |                                                         |
|  | lingue idomoid (9: Idoma [600.000])                     |
|  |                                                         |

|  | Lingue yoruboid (15: Igala [1 milione], Yorùbá [22 milioni]) |
|  |                                                              |
|  | Lingue edoid (27: Edo [1 milione])                           |
|  |                                                              |
|  | Akoko                                                        |
|  |                                                              |
|  | Lingue igboid (7: Igbo [18 milioni])                         |
|  |                                                              |

|  | Lingue nupoid (12: Ebira [1 milione], Nupe [1 milione]) |
|  |                                                         |
|  | Oko                                                     |
|  |                                                         |
|  | lingue idomoid (9: Idoma [600.000])                     |
|  |                                                         |